# 始杜父鱼属
始杜父鱼属（学名：Archistes）为杜父鱼科的一个属。

## 下属物种
本属包括以下物种：
- 白令海始杜父魚 Archistes biseriatus (Gilbert & Burke, 1912)
- 始杜父魚 Archistes plumarius Jordan & Gilbert,